# HITT
 (septembre 2018).
Si vous disposez d'ouvrages ou d'articles de référence ou si vous connaissez des sites web de qualité traitant du thème abordé ici, merci de compléter l'article en donnant les références utiles à sa vérifiabilité et en les liant à la section « Notes et références ».
HITT est un auteur-compositeur-interprète japonais. Son apparence visuelle est très proche des artistes de visual kei, bien qu'il ne s'inscrive pas dans ce mouvement. son style musical est à forte dominante pop, mais emprunte aussi bien au rock/piano rock qu'au jazz, ses chansons sont majoritairement composées au piano. il a aussi été bassiste dans le groupe de rock Otokage. Il a 160 musiques à son actif.

## Biographie
HITT commence à s'intéresser à la musique en août 2000. Il est chanteur dans un groupe punk du nom de BBdan. Les 2 années suivantes le groupe joue dans des clubs de Tokyo et sa popularité se construit peu à peu. En avril 2003, ils commencent l'enregistrement d'un album. Sorti en août, il s'intitule NO. 1.
BBdan joue dans le parc de Yoyogi (Tokyo) pour se faire davantage connaître, mais le groupe se sépare rapidement.
En septembre 2003, HITT forme un nouveau groupe THE HITMAN. C'est de là que lui vient son nom actuel HITT. Au mois de novembre, le groupe se sépare pour cause de désaccords musicaux. En janvier 2004, HITT décide de devenir un artiste solo.
En janvier 2007, HITT fait son premier one-man-show dans une salle culturelle à Inzai (Chiba), et 500 personnes y assistent. Il n'a que cinq personnes pour l'aider dans l'organisation, HITT étant chargé de toute la production. En novembre 2007, il se joint à un nouveau groupe,  Otokage, dans lequel il officie en tant que bassiste mais continue sa carrière solo, et il effectue un one-man-show au Ikebukuro CYBER en juillet 2008. Il multiplie les apparitions et tournées au Japon.
Il signe une collaboration avec le label européen Râmen Events, voué au développement d'artistes japonais. En septembre 2009, il réalise une tournée en France, Belgique, Angleterre, Suisse, et Suède et sors une version européenne de Kakkotsuke Man. On le verra dans des salles rock comme l'Underworld à Londres ou le Spirit of 66 à Verviers. La presse s'intéresse à sa carrière, et il multiplie les apparitions dans le magazine Rock One ou encore sur la chaîne de télé Nolife.
Une tournée européenne de 18 dates est organisée au printemps, ainsi que la sortie d'un nouvel album en Europe et au Japon. Il bénéficie dans son pays d'une distribution nationale, et une tournée de 15 dates est organisée à travers le Japon. L'année 2010 est concrétisée par une apparition au salon Japan Expo, à Paris. Un DVD live verra également le jour.

## Discographie
Albums
- NO. 1 - 2003 (Japon)
- MEGA HITT - 2006 (Japon)
- Kakkotsuke Man - 2009 (Japon et Europe/Râmen Events)

1. Kakkotsuke Man
2. Rendez-vous
3. Pierrot no Kidoairaku
4. JESSE ~Kako no Kimi ga Tazunete Kitara~
5. Chouchou

- I LOVE HITTERS - 2010 (Japon et Europe/Râmen Events)
- Because It's Love - 2011 (Japon et Europe/Râmen Events)

Love x Hate - 2012 (Japon et Europe/Râmen Events)
Wild Kiss 2013 Japon Europe
Arabian Summer gira gira night 2013 Japon Europe